# Kanton Laxou
Laxou is een kanton van het Franse departement Meurthe-et-Moselle. Het kanton maakt deel uit van het arrondissement Nancy. Bij de grootschalige kantonale herindeling van Meurthe-et-Moselle op 22 maart 2015 bleef dit kanton onveranderd.

## Gemeenten
Het kanton Laxou omvat de volgende gemeenten:
- Laxou (hoofdplaats)
- Villers-lès-Nancy